# Gargouilles de Notre-Dame de Paris
Ne doit pas être confondu avec Chimères de Notre-Dame de Paris.
Les gargouilles de Notre-Dame de Paris sont les gargouilles qui ornent les gouttières de la cathédrale Notre-Dame, à Paris. Elles datent du Moyen Âge, contrairement aux chimères, qui ont été ajoutées au XIXe siècle par Eugène Viollet-le-Duc.

## Description

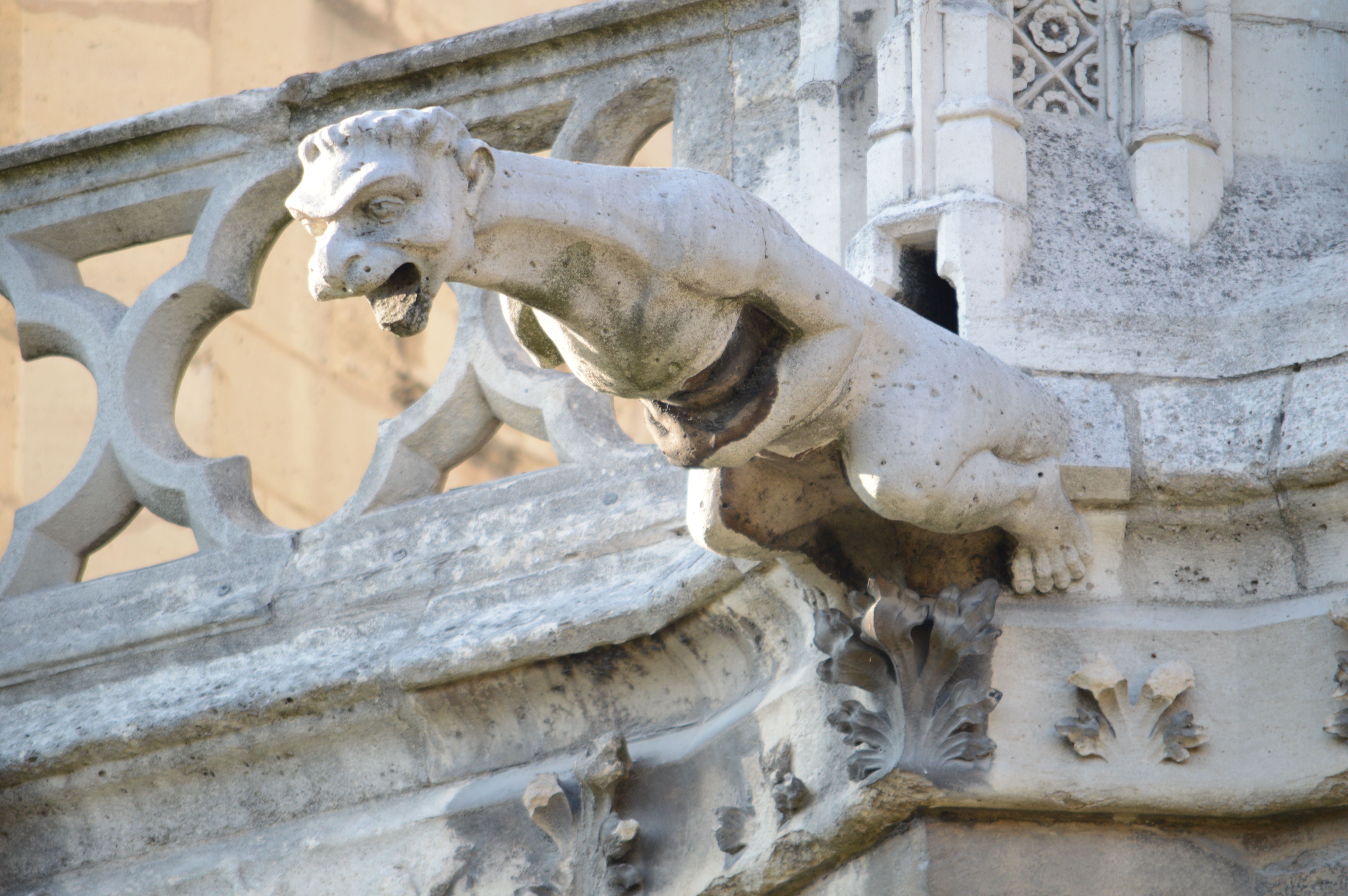
Une gargouille de la cathédrale Notre-Dame de Paris.

Au début de la construction de la cathédrale (XIIe siècle), l’eau des toits s’écoulait directement sur la voie publique grâce à la saillie donnée aux corniches. Lors de l’achèvement du chœur en 1190, il n’y avait pas de chéneaux ni de gargouilles. On construisit bientôt des chéneaux sur les toits de l’édifice, mais vers 1210 encore, les eaux des chéneaux s’écoulaient sur la saillie des larmiers, au moyen de rigoles situées à intervalles réguliers. Les gargouilles n’apparaissent que vers 1220, sur certaines parties de la cathédrale de Laon. Ces gargouilles étaient larges, peu nombreuses, composées de deux parties, l’inférieure formant rigole, l’autre la recouvrant.
Déjà, cependant, ces gargouilles prennent la forme d’animaux fantastiques, lourdement taillés. Bientôt, les architectes du XIIIe siècle comprirent qu’il y avait de grands avantages à diviser les écoulements d’eau, et donc d’accroître le nombre des gargouilles. Cela, en effet, évitait les longues pentes dans les chéneaux et réduisait chacune des chutes à un plus mince filet d’eau ne pouvant nuire à l’intégrité des constructions inférieures. On multiplia donc les gargouilles et en les multipliant, on put les tailler plus fines, moins lourdes, plus élancées, et faisant de plus longues saillies dans le vide pour rejeter l’eau au plus loin. Bientôt les sculpteurs firent de ces pierres saillantes un motif de décoration des édifices.

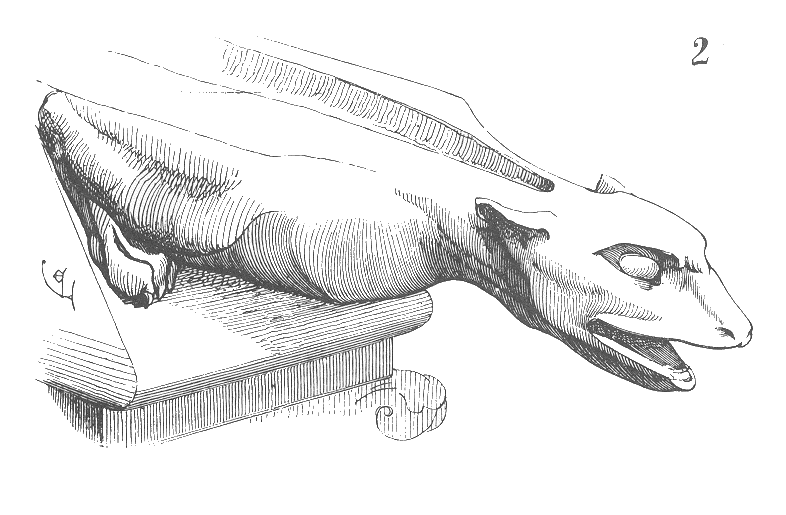
Figure 1. Gargouille primitive, courte et robuste que l'on peut voir vers 1225, gravure, in Dictionnaire raisonné de l’architecture française du, par Eugène Viollet-le-Duc, 1856.

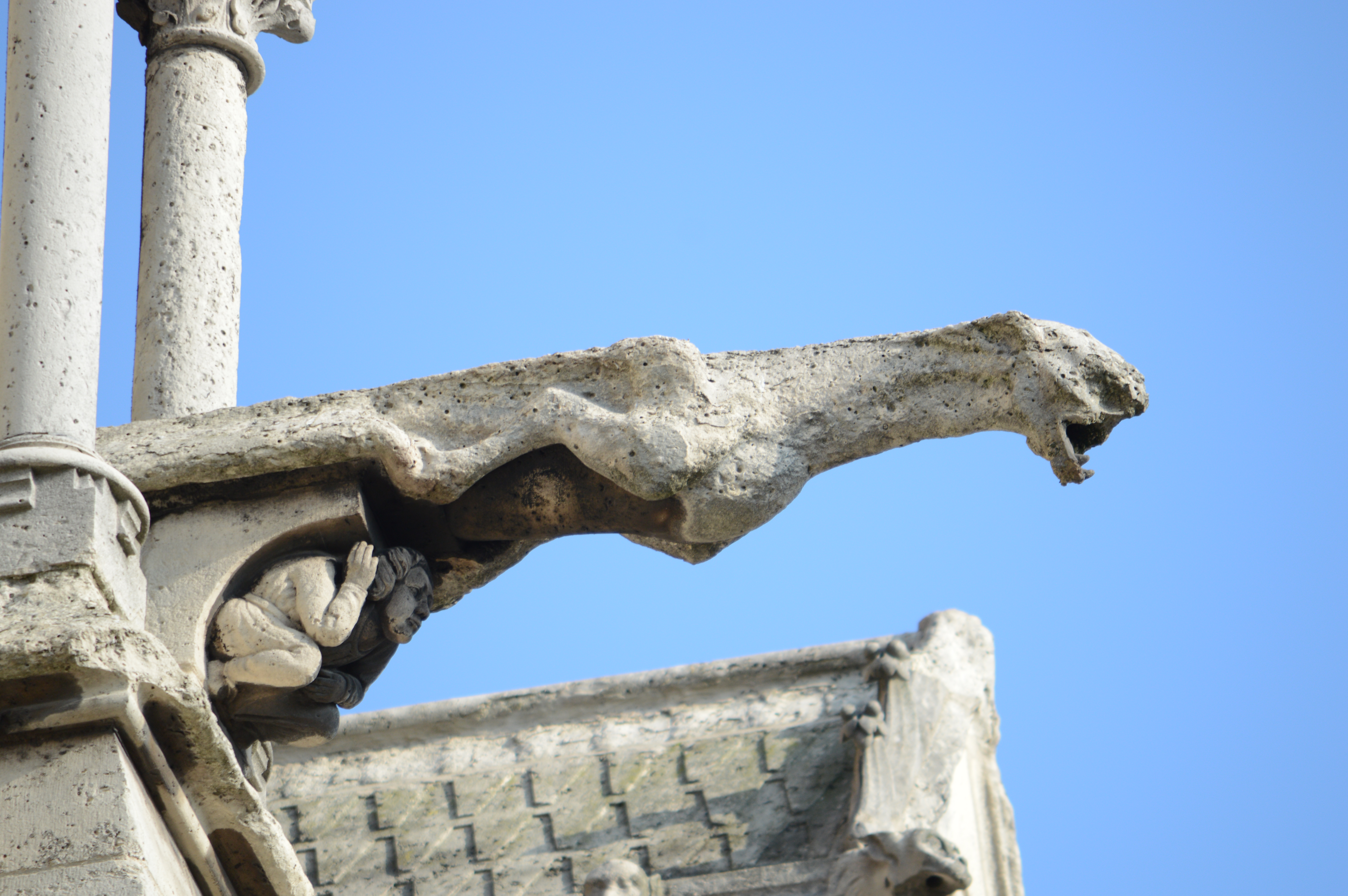
Figure 2. Gargouille élancée d’un des arcs-boutants de la nef avec un corbeau sculpté sous sa base.

Sur les corniches supérieures de Notre-Dame, refaites vers 1225, on voit apparaître alors des gargouilles courtes encore, robustes, mais déjà fort habilement taillées (voir figure 1).
Celles qui sont placées à l’extrémité des caniveaux des arcs-boutants de la nef, et qui sont à peu près de la même époque, sont déjà plus longues, plus sveltes, et soutenues par des corbeaux, ce qui a permis de leur donner une très grande saillie en avant de la face extérieure des culées des arcs-boutants (voir figure 2). Les gargouilles furent posées systématiquement sur les structures hautes de Notre-Dame vers 1240. Certains calcaires du bassin de la Seine (les liais) se prêtaient parfaitement à la sculpture de ces longs morceaux de pierre en saillie sur les constructions. Il fallait en effet une matière assez dure et assez résistante pour faire face à toutes les causes de destruction susceptibles de causer leur ruine. Aussi est-ce à Paris, ou dans d’autres contrées où l’on trouve des liais que l’on peut encore actuellement admirer les plus beaux exemples de gargouilles. D’ailleurs l’école de sculpture de Paris, au Moyen Âge, avait sur celles des provinces voisines une supériorité incontestable, surtout en ce qui concerne la statuaire, ce qui se comprend aisément, la grande ville concentrant à la fois la matière première idéale et les grands chantiers et donc les artisans expérimentés, lesquels propageaient leur savoir-faire notamment par le biais de leurs apprentis.